# Lista de singles número um na Japan Hot 100 em 2012
Esta é uma lista dos singles número um na Billboard Japan Hot 100 em 2012. As canções mais populares por semana no Japão, são classificadas pela Hanshin Corporation e baseadas nas rádios, mensuradas pela Plantech e dados de vendas, que são compilados pela SoundScan Japan.

## História da parada
| Data            | Canção                                | Artista                      | Referência |
| --------------- | ------------------------------------- | ---------------------------- | ---------- |
| 2 de janeiro    | "Boku no Hanbun"                      | SMAP                         | [ 2 ]      |
| 16 de janeiro   | "Wonderful Cupid"                     | NYC                          | [ 3 ]      |
| 23 de janeiro   | "Kawatta Katachi no Ishi"             | KinKi Kids                   | [ 4 ]      |
| 30 de janeiro   | "Good Luck"                           | Bump of Chicken              | [ 5 ]      |
| 6 de fevereiro  | "Kataomoi Finally"                    | SKE48                        | [ 6 ]      |
| 13 de fevereiro | "Hitotsu"                             | Tsuyoshi Nagabuchi           | [ 7 ]      |
| 20 de fevereiro | "Junjō U-19"                          | NMB48                        | [ 8 ]      |
| 27 de fevereiro | "Give Me Five!"                       | AKB48                        | [ 9 ]      |
| 5 de março      | "Super Delicate"                      | Hey! Say! JUMP               | [ 10 ]     |
| 12 de março     | "I, Texas"                            | Tomohisa Yamashita           | [ 11 ]     |
| 19 de março     | "Wild at Heart"                       | Arashi                       | [ 12 ]     |
| 26 de março     | "Still"                               | TVXQ                         | [ 13 ]     |
| 2 de abril      | "She! Her! Her!"                      | Kis-My-Ft2                   | [ 14 ]     |
| 9 de abril      | "Ikiteru Ikiteku"                     | Masaharu Fukuyama            | [ 15 ]     |
| 16 de abril     | "Go for It, Baby (Kioku no Sanmyaku)" | B'z                          | [ 16 ]     |
| 23 de abril     | "Spring of Life"                      | Perfume                      | [ 17 ]     |
| 30 de abril     | "Inori (Namida no Kidō)"              | Mr. Children                 | [ 18 ]     |
| 7 de maio       | "Sakasama no Sora"                    | SMAP                         | [ 19 ]     |
| 14 de maio      | "Soredemo Suki da yo"                 | Rino Sashihara               | [ 20 ]     |
| 21 de maio      | "Face Down"                           | Arashi                       | [ 21 ]     |
| 28 de maio      | "Aishite Love ru!"                    | SKE48                        | [ 22 ]     |
| 4 de junho      | "Manatsu no Sounds Good!"             | AKB48                        | [ 23 ]     |
| 11 de junho     | "Manatsu no Sounds Good!"             | AKB48                        | [ 24 ]     |
| 18 de junho     | "Your Eyes"                           | Arashi                       | [ 25 ]     |
| 25 de junho     | "Ai Deshita."                         | Kanjani Eight                | [ 26 ]     |
| 2 de julho      | "Kimi wa Boku da"                     | Atsuko Maeda                 | [ 27 ]     |
| 9 de julho      | "Paparazzi"                           | Girls' Generation            | [ 28 ]     |
| 16 de julho     | "Love Chase"                          | Tomohisa Yamashita           | [ 29 ]     |
| 23 de julho     | "Love Love Summer"                    | Ketsumeishi                  | [ 30 ]     |
| 30 de julho     | "Chankapāna"                          | NEWS                         | [ 31 ]     |
| 6 de agosto     | "ER"                                  | Eight Ranger                 | [ 32 ]     |
| 13 de agosto    | "Moment"                              | SMAP                         | [ 33 ]     |
| 20 de agosto    | "Virginity"                           | NMB48                        | [ 34 ]     |
| 27 de agosto    | "Wanna Beeee!!!"                      | Kis-My-Ft2                   | [ 35 ]     |
| 3 de setembro   | "Hashire! Bicycle"                    | Nogizaka46                   | [ 36 ]     |
| 10 de setembro  | "Gingham Check"                       | AKB48                        | [ 37 ]     |
| 17 de setembro  | "Aoppana"                             | Kanjani Eight                | [ 38 ]     |
| 24 de setembro  | "Fumetsu no Scrum"                    | KAT-TUN                      | [ 39 ]     |
| 1º de outubro   | "Kiss datte Hidarikiki"               | SKE48                        | [ 40 ]     |
| 8 de outubro    | "Oh!"                                 | Girls' Generation            | [ 41 ]     |
| 15 de outubro   | "Sexy Summer ni Yuki ga Furu"         | Sexy Zone                    | [ 42 ]     |
| 22 de outubro   | "Beautiful Life"                      | Masaharu Fukuyama            | [ 43 ]     |
| 29 de outubro   | "Electric Boy"                        | Kara                         | [ 44 ]     |
| 5 de novembro   | "Life Is Show Time"                   | Shō Kiryūin do Golden Bomber | [ 45 ]     |
| 12 de novembro  | "Uza"                                 | AKB48                        | [ 46 ]     |
| 19 de novembro  | "Kitagawa Kenji"                      | NMB48                        | [ 47 ]     |
| 26 de novembro  | "Ai no Beat"                          | Kis-My-Ft2                   | [ 48 ]     |
| 3 de dezembro   | "Saraba, Itoshiki Kanashimitachi yo"  | Momoiro Clover Z             | [ 49 ]     |
| 10 de dezembro  | "Monsters"                            | The Monsters                 | [ 50 ]     |
| 17 de dezembro  | "Eien Pressure"                       | AKB48                        | [ 51 ]     |
| 24 de dezembro  | "World Quest"                         | NEWS                         | [ 52 ]     |
| 31 de dezembro  | "Seifuku no Mannequin"                | Nogizaka46                   | [ 53 ]     |